# Ардисубани
Ардисубани (груз. არდისუბანი) — село в Грузии, на территории Тетрицкаройского муниципалитета края (мхаре) Квемо-Картли.

## География
Село находится в юго-восточной части Грузии, на берегу реки Богвишкеви (левый приток реки Алгети), на расстоянии приблизительно 11 километров (по прямой) к северо-востоку от города Тетри-Цкаро, административного центра муниципалитета. Абсолютная высота — 762 метра над уровнем моря.

## Население
По результатам официальной переписи населения 2014 года в Ардисубани проживало 138 человек (73 мужчины и 65 женщин). В национальной структуре населения грузины составляли 98,6 %, азербайджанцы — 1,4 %.
| Год  | Население, человек |
| ---- | ------------------ |
| 2002 | 237                |
| 2014 | ↘ 138              |